# Malacatancito
Malacatancito è un comune del Guatemala facente parte del dipartimento di Huehuetenango.